# Dexosarcophaga ampullula
Dexosarcophaga ampullula är en tvåvingeart som först beskrevs av Engel 1931.  Dexosarcophaga ampullula ingår i släktet Dexosarcophaga och familjen köttflugor. Inga underarter finns listade i Catalogue of Life.